# Pegalangan Kidul
Pegalangan Kidul is een bestuurslaag in het regentschap Probolinggo van de provincie Oost-Java, Indonesië. Pegalangan Kidul telt 2707 inwoners (volkstelling 2010).